# Passiflora citrifolia
Passiflora citrifolia là một loài thực vật có hoa trong họ Lạc tiên. Loài này được Salisb. mô tả khoa học đầu tiên năm 1796.